# Cynthia Kragbe Valle
Cynthia Kragbe Valle, née le 21 juillet 1993, est une taekwondoïste ivoirienne.

## Carrière
Cynthia Kragbe Valle est médaillée de bronze dans la catégorie des moins de 49 kg aux Championnats d'Afrique de taekwondo 2012 à Antananarivo.